# Tinseltown Rebellion
A Tinseltown Rebellion Frank Zappa 1981-ben megjelent dupla élő albuma, a kilencvenes években egy szimpla CD-n jelent meg.

## A lemez számai
1. "Fine Girl" – 3:31
2. "Easy Meat" – 9:19
3. "For the Young Sophisticate" – 2:48
4. "Love of My Life" – 2:15
5. "I Ain't Got No Heart" – 1:59
6. "Panty Rap" – 4:35
7. "Tell Me You Love Me" – 2:07
8. "Now You See It- Now You Don't" – 4:54
9. "Dance Contest" – 2:58
10. "The Blue Light" – 5:27
11. "Tinseltown Rebellion" – 4:35
12. "Pick Me, I'm Clean" – 5:07
13. "Bamboozled by Love" – 5:46
14. "Brown Shoes Don't Make It" – 7:14
15. "Peaches en Regalia|Peaches III" – 5:01

## A lemezről

### A zene
A nyitó szám, a "Fine Girl" egy stúdiófelvétel a "Crush All Boxes" felvételeinek idejéből (lásd lejjebb). A második számban is vannak stúdióbeli kiegészítések, a lemez ezen kívül manipulálatlan koncertfelvtételeket tartalmaz 1979-ből és 1980-ból (a "Dance Contest" szövegelése kivétel, az 1978. októberi).
Ezen az albumon szerepel először Zappánál Steve Vai. Ugyancsak itt mutatkozik be David Logeman dobos, aki 1980 tavaszán játszott Zappánál, a teljes You Are What You Is lemezen az ő játéka hallható – itt a "Fine Girl" és az "Easy Meat" dalokban játszik.

### Crush All Boxes
Az itt hallható dalok nagy része eredetileg más formában jelent volna meg: Crush All Boxes lett volna a címe a szimpla lemeznek, amit Zappa 1980 körül tervezett megjelentetni, aztán mégsem tette, mert az addigra megjelent kalóz-változatban, talán egy rádió-közvetítés után. A dalok később részint a Tinseltown Rebellion, részint a You Are What You Is lemezeken jelentek meg, de más keverésben. A borítót Zappa aztán a Tinseltown Rebellion-hoz használta fel, a régi cím halványan még látszik. A Crush All Boxes kalózváltozatban terjedt a rajongók között. A lemez tervezett számai:
1. Doreen
2. Fine Girl
3. Easy Meat
4. Goblin Girl

1. Society Pages
2. Beautiful Guy
3. Beauty Knows No Pain
4. Charlie's Enormous Mouth
5. Any Downers?
6. Conehead

### Különböző CD-változatok
A CD első kiadása nagyon rosszul sikerült úgy hangzásban mint szerkesztésban (a bakelitoldalak CD-be való "átfordítása", stb.) Az 1998-as Rykodisc kiadás már orvosolta a problémákat – mára szinte csak ez van a piacon (sajnos a régi és új kiadásokat csak a kísérőfüzet belseje alapján lehet megkülönböztetni, amit egy rövid mondat jelez csupán: "Digitally remastered by Spence Chrislu").
Valamikor 98-ban, miután számos kifogást olvastam (vagy hallottam személyesen Mike Keneally és Joe Travers barátaimtól) a You Are What You Is és a Tinseltown Rebellion kiadásaival kapcsolatban, úgy döntöttem, kezembe veszem az ügyet és újrakeverem ezt a két lemezt. Természetesen mindez Gail és Dweezil tudtával és beleegyezésével történt. Ugyanolyan aprólékos figyelemmel gondoztuk a felvételeket, mint az Au20 (Az Apostrophe (') és az Over-Nite Sensation jubileumi, audiofil kiadása) sorozat darabjainál, és az eredmény, úgy gondolom, magáért beszél.

### A paplan
Az albumon hallható (a "Panty Rap"-ban), hogy Zappa a közönség tagjaitól bugyikat és női alsóneműket gyűjtöget, hogy abból – mint azt a kísérőfüzetben is megerősíti – egy Emily James nevű művésznő egy paplant készítsen majd. A paplan tényleg elkészült és meg is tekinthető Atlantic City-ben.

## A zenészek

### 1979 február 17-19.
- Frank Zappa – szólógitár, ének
- Ike Willis – ritmusgitár, ének
- Warren Cuccurullo – ritmusgitár, ének
- Denny Walley – slide gitár, ének
- Arthur Barrow – basszusgitár, ének
- Tommy Mars – billentyűs hangszerek, ének
- Ed Mann – ütőhangszerek
- Vinnie Colaiuta – dobok

### 1980 tavasz
- Frank Zappa – szólógitár, ének
- Ray White – ritmusgitár, ének
- Ike Willis – ritmusgitár, ének
- Arthur Barrow – basszusgitár, billentyűs hangszerek, ének
- Tommy Mars – billentyűs hangszerek, ének
- Steve Vai – gitár, vokál
- David Logeman – dobok a "Fine Girl"-ön és az "Easy Meat" első felében;

### 1980 ősz
- Frank Zappa – szólógitár, ének
- Ray White – ritmusgitár, ének
- Ike Willis – ritmusgitár, ének
- Steve Vai – gitár, vokál
- Arthur Barrow – basszusgitár, ének
- Bob Harris – billentyűs hangszerek, trombita, magas énekhang
- Tommy Mars – billentyűs hangszerek, ének
- Vinnie Colaiuta – dobok

### 1978 (aDance Contestalatt)
- Frank Zappa – szólógitár, ének
- Ike Willis – ritmusgitár, ének
- Denny Walley – slide gitár, ének
- Arthur Barrow – basszusgitár, ének
- Peter Wolf – billentyűs hangszerek
- Tommy Mars – billentyűs hangszerek, ének
- Patrick O'Hearn – basszusgitár
- Ed Mann – ütőhangszerek
- Vinnie Colaiuta – dobok

## A produkciós stáb
- Joe Chiccarelli – engineer
- George Douglas – engineer
- Tommy Fly – engineer
- Jo Hansch – mastering
- Thomas Nordegg – everything remote
- Mark Pinske – engineer
- Cal Schenkel – cover art
- Allen Sides – engineer
- Bob Stone – remixing, remastering, digital remastering
- John Williams – graphics

## Helyezések
Album – Billboard (North America)
| Year | Chart      | Position |
| ---- | ---------- | -------- |
| 1981 | Pop Albums | 66       |